# Ballando
Ballando è un album del cantante pop italiano Riccardo Fogli, pubblicato nel 1998 dall'etichetta discografica PPM di Popi Fabrizio e distribuito da BMG.

## Tracce
CD (Etichetta PPM 74321 58737 2 DISTRIBUITO DA (BMG)
Testi di Mario Castelnuovo, musiche di Fabio Pianigiani.
1. Ballando
2. Fuochi dietro la collina
3. Anime colorate
4. Butterfly
5. Racconto d'estate
6. Dietro ai tuoi occhi
7. Dammi la mano

Durata totale: 0:00